# إبراهيما سيك
إبراهيما سيك (بالفرنسية: Ibrahima Seck)‏ (10 أغسطس 1989 سانت لويس السنغال - ) هو لاعب كرة قدم سنغالي، شارك في الألعاب الأولمبية الصيفية 2012.

## وصلات خارجية
إبراهيما سيك على موقع الاتحاد الدولي (مؤرشف)  (الإنجليزية)
- إبراهيما سيك على موقع قاعدة بيانات كرة القدم.إي يو (الإنجليزية)
- إبراهيما سيك على موقع ناشيونال فوتبول تيمز (الإنجليزية)
- إبراهيما سيك على موقع Soccerway.com (الإنجليزية)
- إبراهيما سيك على موقع أوليمبيديا (الإنجليزية)